# 印度环境

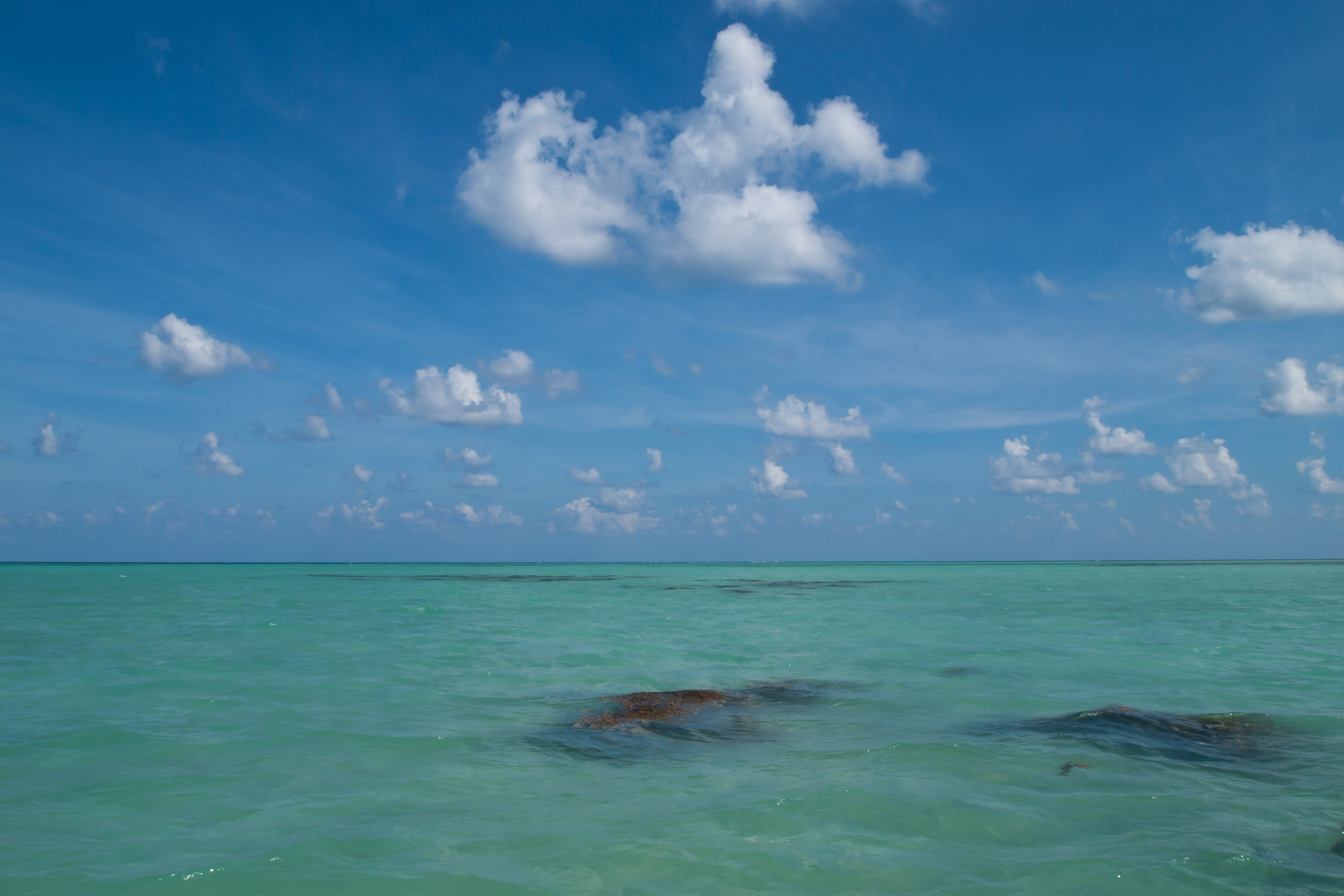
安达曼海、安达曼群岛

印度的环境包括一些世界上生物多样性最丰富的生态区。主要地理特征包括德干暗色岩、印度河-恒河平原和喜马拉雅山脉。印度面临的主要环境问题是各种形式的污染，并且作为发展中国家，更容易受到气候变化的影响。印度拥有保护环境的法律，并且是签署生物多样性公约（CBD）条约的国家之一。环境、森林和气候变化部以及各州林业部门在全国范围内规划和实施环境政策。

## 特征

### 生物群

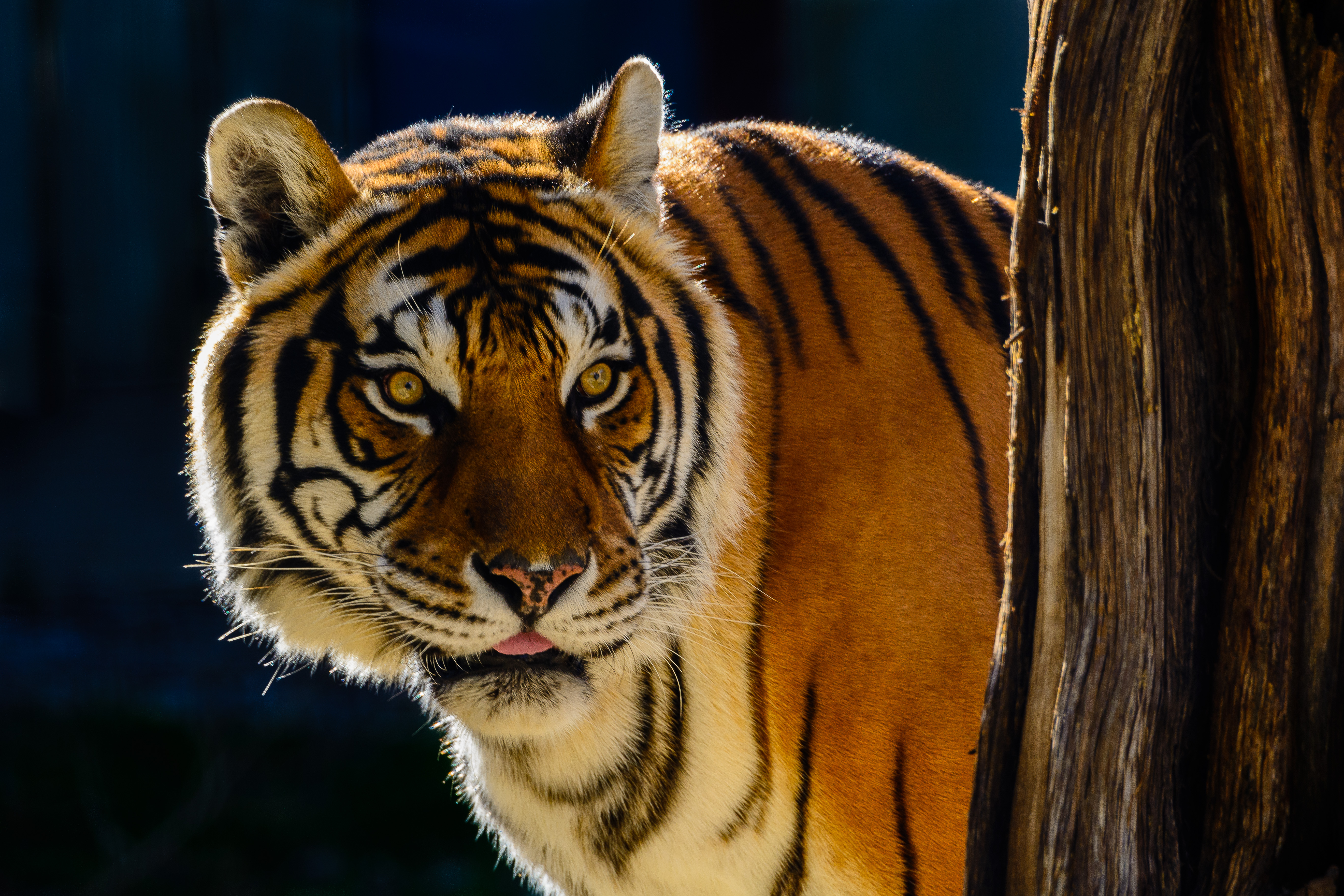
孟加拉虎。与其他物种一样，印度拥有的猫科动物种类比任何其他国家都多。

印度拥有世界上生物多样性最丰富的一些生态区，包括沙漠、高山、高原、热带和温带森林、沼泽地、平原、草原、河流周边地区和岛屿群岛。印度拥有三个生物多样性热点地区：西高止山脉、喜马拉雅山脉和印缅地区。这些热点地区有许多特有种。
1992年，印度约743,534平方公里的土地是森林，其中92%属于政府。与《国家森林政策决议》（1952年）建议的33%相比，森林覆盖率仅为22.7%。其中大部分是阔叶落叶乔木，六分之一是娑罗树，十分之一是柚木。针叶树类型见于北部高海拔地区，包括松树、杜松和雪松。
印度有350种哺乳动物、375种爬行动物、130种两栖动物、20,000种昆虫、19,000种鱼类和1,200种鸟类。主要掠食者为亚洲狮、孟加拉虎和豹；该国是猫科动物种类最多的国家。此外，还发现了大象、印度犀和八种鹿。
印度有17,000多种开花植物，占世界植物总数的6%。印度植物群占世界植物群的7%。多样的气候条件孕育了丰富的植物种类。印度有超过45,000种植物，其中有几种是该地区特有的。印度分为八个主要植物区：喜马拉雅山西北部、喜马拉雅山东部、阿萨姆邦、印度河平原、恒河平原、德干高原、马拉巴尔和安达曼群岛。

### 地理

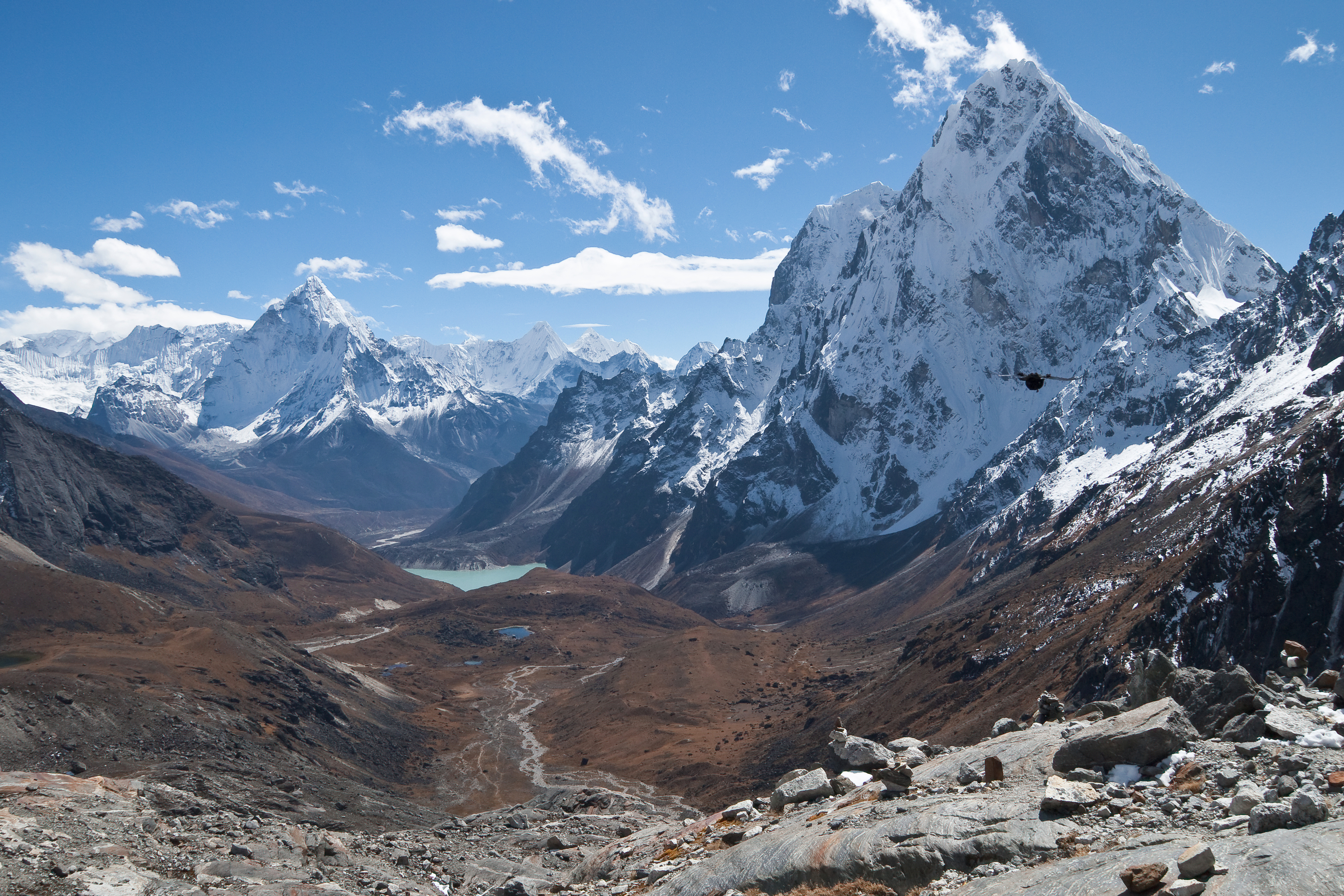
喜马拉雅山的形成

喜马拉雅山的形成大约在始新世早期，距今约5200万年前。古气候是决定印度现代气候的关键因素，全球气候和海洋化学可能也受到了影响。
印度位于印度板块，即印度-澳大利亚板块的北部，该板块的大陆地壳构成了印度次大陆。该国位于赤道以北，北纬8°4'至37°6'、东经68°7'至97°25'之间。它是世界第七大国家，总面积为3,287,263平方公里。其陆地边界长15,200公里，海岸线长7,517公里。
根据四项观察结果，印度板块与欧亚大陆在4000万至6000万年前发生碰撞，其中之一就是印度没有大约5000万年前的哺乳动物化石记录。在此过程中，印度板块经过了留尼汪热点，引发了火山活动，从而形成了德干暗色岩。它与欧亚板块的碰撞导致了喜马拉雅山脉的崛起，持续的构造活动使其成为地震多发区。印度河-恒河平原是由恒河及其支流的淤泥沉积在喜马拉雅山与温迪亚山脉之间的地区而形成的。岩层可分为太古代、元古代（达尔瓦尔系）、库杜帕系、温迪亚系、冈瓦纳系、德干暗色岩、第三纪、更新世和现代地层。
气候包括广阔地理范围和不同地形的各种天气条件，因此很难概括。由于印度面积广阔，毗邻喜马拉雅山、阿拉伯海、孟加拉湾和印度洋，因此该次大陆的温度和降水分布差异很大。根据柯本系统，其中考虑了月平均气温、月平均降雨量和年平均降雨量，印度拥有六种主要气候亚型，包括西部的干旱沙漠、北部的高山苔原和冰川，以及西南部和岛屿地区的热带雨林湿润地区。许多地区有着极其不同的当地气候。印度气象局将一年分为四个季节：冬季（12月中旬至3月中旬）、夏季（3月中旬至5月）、雨季（6月至9月）和季风消退期（10月至12月中旬）。

## 问题
污染是印度面临的主要环境问题之一：

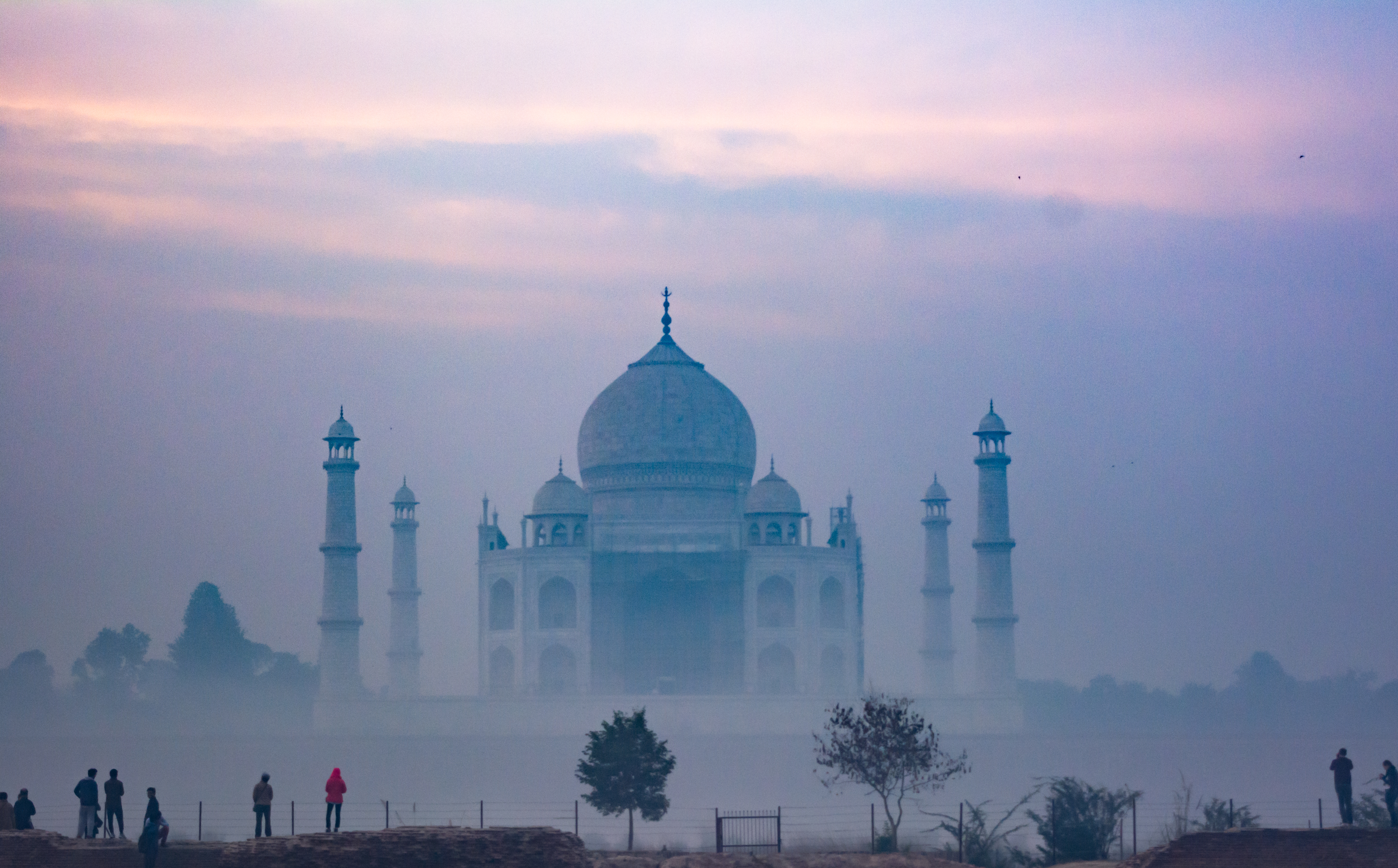
印度的空气污染是一个重大的环境问题。上图是被雾霾笼罩的泰姬陵。

水污染：是该国关注的重要问题。主要来源包括生活污水、工业废水、农业污水和船舶排放。未经处理的生活污水是印度最大的水污染源。农业径流和不受管制的小型工业也是其他污染来源。大多数河流、湖泊和地表水都受到污染影响。
土地污染：主要原因包括水土流失、化肥和农药的过度使用、固体和液体废物的堆积、森林火灾和水涝。可通过合理使用化学肥料和杀虫剂以及在灌溉前对废水进行处理来减少污染。随着人口和粮食需求的增加，越来越多的农田采用雨水和地下水灌溉，导致土地逐渐丧失肥力，转变为盐碱地。
空气污染：是一个令人担忧的问题。主要污染源是化石燃料的燃烧释放的物质。空气中的颗粒物（如烟尘、烟雾和灰尘）可能对健康造成危害，并影响气候。
噪音污染：是由不想要的高强度声音引起的不适或压力状态。随着城市化和工业化的加剧，噪音污染问题日益严重。

### 气候变化
作为一个发展中国家，印度由于依赖农业和林业等气候敏感型行业，更容易受到气候变化的影响。人均收入低、公共预算少也导致金融适应能力低下。因此，该国很容易受到气候变化带来的直接社会经济影响。根据2002年的一项研究，全国气温每100年上升约0.57°C。
基础设施不足意味着人们更容易受到气候变化的影响，且抵御能力更弱。例如，截至2015年，只有1.24亿印度人接入了下水道，而2.97亿印度人接入了化粪池。其余的人则依赖坑厕或露天排便，这在洪水期间造成了水传播疾病的巨大风险。随着气候变化，洪水将变得更加频繁和严重。这些风险在城市地区更为严重，因为城市人口密度较高，意味着基本基础设施选择可能不够充分。此外，印度的许多特大城市都位于洪泛平原和三角洲地区，因此极易受到海平面上升、风暴潮和飓风等气候灾害的影响。
尽管印度的人均收入仍然较低，但该国目前是继中国和美国之后的第三大温室气体排放国。中央政府承诺到2020年将国内生产总值的排放强度在2005年的基础上降低20-25%。印度还承诺扩大可再生能源供应、提高能源效率、建设公共交通并采取其他措施减少排放。有证据表明，除了减少印度的碳足迹之外，许多气候行动还可以产生实质性的效益。许多低碳措施具有经济吸引力，包括更高效的空调、停车需求管理、气化和车辆性能标准。其他举措则提供了社会效益：例如，如果印度推广可再生能源技术而非化石燃料，并以步行、骑自行车或公共交通取代私家车，那么印度城市的空气质量可能会大幅改善。

## 保护

### 保护区
2009年，全国约4.8%的总面积被划为保护区。其中包括100个国家公园、514个保护区、41个自然保护区和4个社区保护区。

### 政策与法律
在《国家政策指导方针》中，第48条规定“国家应努力保护和改善环境，维护国家的森林和野生动植物”；第51-A条规定“印度每个公民都有义务保护和改善自然环境，包括森林、湖泊、河流和野生动植物，并怜悯生物。”
印度是《生物多样性公约》（CBD）条约的缔约方之一。在《生物多样性公约》之前，印度曾制定过不同的法律来管理环境。1972年印度野生动物保护法保护了生物多样性。除该法案外，政府还通过了1986年环境（保护）法案和1992年对外贸易（发展和监管）法案，以控制生物多样性。

### 再生能源
印度的可再生能源属于新再生能源部的管辖范围。印度是世界上第一个设立非常规能源部的国家，成立于20世纪80年代初。该国累计与电网互动或并网的可再生能源装机容量（不包括大型水电）已达到33.8吉瓦，其中66%来自风能，太阳能发电、生物质能和水电贡献了4.59%。

## 环境保护主义
1973年，政府启动了“老虎计划”，旨在保护国家动物老虎。1970年，其人口数最低达到2000人。人口增长、林地开垦以及主要的狩猎是造成这种下降的关键因素。在世界野生动物基金会（WWF）和国际自然保护联盟（IUCN）的帮助下，印度环保主义者在促使政府禁止狩猎并设立国家公园方面发挥了重要作用。老虎计划为进一步保护印度象和犀牛等濒危物种树立了典范。大约在那一年，当地村民发起抗议，反对一家公司派来的伐木工人，并威胁要拥抱树木，从此引发了类似的抗议活动，统称为“Chipko运动”。同年，国家环境保护和控制委员会成立；1980年，成立了环境部，五年后，成立了环境、森林和气候变化部。印度的环保运动就是从这些事件开始的。历史学家拉马钱德拉·古哈（Ramachandra Guha）称梅达·帕特卡（Medha Patkar）是“当代印度最著名的环保活动家”。新时代的印度关注空气和水质，印度环境保护基金会等多个民间社会团体已经建立了成功的社区保护模式，以恢复全国各地的湖泊。

## 组织
环境、森林和气候变化部通过其环境部和各州林业部门规划和实施各州的环境政策。一些国家级环境组织（政府和非政府）包括：
- 能源咨询委员会（ABE）
- 孟买自然历史学会（BNHS）
- 中央林业委员会（CFC）
- 非传统能源部（DNES）
- 印度环保基金会（EFI）
- 工业毒理学研究中心（ITRC）
- 国家环境工程研究院（NEERI）
- 国家乳业发展局
- 国家自然资源管理系统
- 国家湿地管理委员会
- 州污染控制委员会（SPCB）
- 塔塔能源研究所（TERI）
- 中央土壤盐渍化研究所

泰米尔纳德邦至少有85个不同类型的环保组织参与环境保护和环境教育。